# Grandson (musicien)
Pour les articles homonymes, voir Grandson (homonymie).
Jordan Edward Benjamin, (né le 25 octobre 1993), connu sous le nom d'artiste Grandson (stylisé en minuscule grandson), est un chanteur, auteur compositeur et musicien américano-canadien actuellement sous le label Fueled by Ramen. Il a sorti son tout premier gros projet, A Modern Tragedy Vol. 1 (en) le 15 juin 2018, puis a sorti la suite A Modern Tragedy vol.2 le 22 février 2019. Le premier EP compte le single Blood//Water, lequel est apparu sur de nombreuses classements Billboard aux États-Unis et au Canada. Le 4 décembre 2020, il a sorti son premier album Death of an Optimist (en).

## Biographie

### Jeunesse et éducation
Benjamin est né dans une famille juive dans le New Jersey, États-Unis, mais quand il avait 3 ans sa famille déménage à Toronto, Ontario où sa famille côté maternelle vivait (il détient une double nationalité),. Il a deux sœurs. Benjamin a surtout grandi vers Eglinton West à Toronto,,. Il a étudié au lycée Northern Secondary School (en) à Toronto puis, après avoir été diplômé, a été pris au McGill University à Montréal. Il étudie là-bas l'éducation dans le but d'être professeur,. Il passe également une grande partie de son temps à être DJ et à jouer des concerts à Montréal tout en continuant ses études. Deux ans plus tard, il est transféré au Concordia University, une autre université de Montréal. Il y étudie très brièvement la communication avant d'arrêter et de déménager à Los Angeles en 2014 pour se lancer dans la musique,.

### Carrière
Benjamin commence à sortir des musiques sous le pseudonyme Grandson, stylisé grandson, en fin 2015. En 2016, il sort plusieurs singles qui ont cumulé des millions de stream comme les titres Bills, Things Change, et Bury Me Face Down,. En 2017, il signa chez RCA Records, et continue à sortir des musiques comme Best Friends et Kiss Bang,. Il joue également un concert au North by Northeast cette même année (parmi d'autres festivals). En avril 2018, il est annoncé que grandson a signé chez le label Fueled By Ramen. Il sort également deux singles, Blood//Water (en) (une musique parlant de la corruption politique qui apparut de nombreuses fois dans divers classements Billboard) et Thoughts & Prayers, qui elle, dénonce la loi sur le port d'arme peu après la fusillade qui a eu lieu au Marjory Stoneman Douglas High School à Parkland, Floride,. Il sort son premier EP sous le label Fueled By Ramen, A Modern Tragedy Vol. 1 (en) en juin 2018,. Cet EP compte notamment 6:00 qui traite des violences policières en Amérique. En juin 2018, grandson apparaît en featuring avec Mike Shinoda dans la musique Running From My Shadow figurant dans l'album de ce dernier Post Traumatic, la musique est également sortie avec un clip en mai 2018.
En 2018, grandson part en tournée avec d'autres artistes comme Hobo Johnson (en), Joywave (en), Nothing But Thieves,,, Smashing Pumpkins, and Young the Giant,.
Il apparaît également dans l'un des épisodes du Late Night with Seth Meyers en août 2018 en jouant Blood//Water (en).
En février 2019, il sort un nouveau single Apologize, et annonce son deuxième EP, A Modern Tragedy vol.2, qui est sorti le 22 février 2019. À la fin du mois du mai, grandson sort Maria, une cover de Rage Against The Machine, cette dernière qui fait partie de leur album The Battle Of Los Angeles sorti en 1999.
En juin 2019, il gagne avec Kevin Hissink et Chester Krupa, le SOCAN Songwriting Prize (en) pour la musique Blood//Water (en). Puis en septembre 2019, l'artiste sort A Modern Tragedy vol.3, le dernier volume qui conclut cette trilogie. Cet EP inclus Rock Bottom qui figure dans le Canadian Rock Chart à la 28e place.
Le 23 septembre 2020, grandson annonce officiellement la sortie de son premier album Death of an Optimist (en), qui sortira le 4 décembre de cette même année. Ce dernier a, pour certaines musiques, une atmosphère plus violente que celle dans ses EP précédents. Dans ce premier album, l'artiste aborde le thème de l'espoir face à notre propre pessimisme qu'il a décidé de représenter par X, son alter égo.

« La première moitié de l'album parle plus de l'optimisme et du travail de ce qu'on va faire. [...] Puis à partir de la deuxième moitié de l'album, ça devient de plus en plus sombre et c'était beaucoup plus dur à écrire parce que je confrontais une réelle chance que tout ce que je fais ne sert à rien comme avec We Did It, World War III »

— grandson à propos de l'album dans une interview de Substream en fin 2020
En 2022, Grandson fait son retour en Europe depuis la pandémie en faisant une tournée des festivals ainsi que des concerts en tête d’affiche. En France, il en fera deux: le 16 juin au  Trabendo à Paris et le 23 juin au  Transbordeur à Lyon.
Le 6 juillet 2022, sur Twitter, Grandson annonce qu’il est temps pour son deuxième album. Cependant, il faudra attendre le 16 janvier 2023 pour en savoir plus. Ce jour-là, il a lancé un appel à ses fans pour tourner un clip qui aura lieu le 18 janvier. Ce n’est que le 7 février que Grandson supprime tous ses posts sur Instagram, change sa photo de profil sur ses réseaux sociaux et partage également une photo ressemblant à un ange de neige noir sur fond blanc avec comme légende, les initiales de son nouvel album « ILYIT ». Le 10 février Grandson partage sur TikTok un extrait du clip de la première chanson de ce nouvel album : Eulogy. Il décrira plus tard dans un autre TikTok que ce sont « les paroles les plus réelles que j’ai écrites ». Le 24 février, Grandson annonce la sortie de Eulogy en live sur Instagram qui a lieu 4 jours plus tard. Après 2 ans sans sortir de projets personnels, Eulogy, première chanson de son 2e album, sort le 28 février. Dans la même journée, Grandson annonce sa tournée mondiale pour son deuxième album I Love You, I’m Trying Tour, cela signifie donc son retour en France pour un concert à Paris au Trabendo pour la 2e année consécutive le 19 septembre. Le 3 mars, le clip sort réalisé par Zachary Bailey, l’artiste en profite pour expliquer la démarche créative:

« On a vraiment explorer la morbidité de mon état psychologique à ce moment-là, la notion irréelle de grandir qui signifie aussi de se rapprocher de la mort […] »

— grandson à propos de Eulogy via Instagram
Le 24 mars Grandson dévoile le second morceau faisant de l’album : Drones. Après sa sortie, il en profite pour parler de cet album plus en détails :

« Je décris un portrait intime de moi en évoquant les thèmes de la scarification, des traumas familiaux, le coté méconnu de faire des tournées, et bien plus encore […] C’est l’album que le moi de 16 ans avait besoin. C’est l’album que j’avais peur d’écrire et dont mes fans se devaient d’entendre. Par-dessus tout c’est l’album où je fais face à une grande question : suis-je capable de tenir bon face aux changements de la vie, et si c’est tout ce qu’il y a à vivre, est-ce suffisant pour être heureux ? »

— grandson à propos de l'album dans une interview de Kerrang!
Le 21 avril, Something To Hide, troisième et dernière musique avant la sortie officielle de l’album sort sur les plateformes.

« Cette chanson est celle dans laquelle je me confesse le plus. Je parle d’addictions, de santé mentale et de traumas dont mes fans peuvent être familiers.ères avec mais du point de vue de ma propre famille et éducation »

— grandson à propos de Something To Hide dans Rocksound
C’est le 5 mai que sort le deuxième album de Grandson I Love You, I’m Trying. Comparé à son premier album Death Of An Optimist sorti le 4 décembre 2020, ce nouvel album est moins électronique et plus alt hip hop. Une autre différence est qu’il ne suit pas un schéma narratif, mais il suit plus un style créatif que du rock traditionnel. On peut entendre les voix des artistes Wafia, K.Flay, Sam Nelson Harris membre du groupe X Ambassadors, ainsi que de son propre père qui reflète de l’univers personnel et profond de ce nouvel album. Quant à la couverture de l’album, également réalisé par Zachary Bailey, Grandson a expliqué en story Instagram que cela exprimait : 

« Le besoin de disparaître, la juxtaposition du bruit et du chaos de la période post pandémie avec le fait d’être de retour sur scène versus le silence quand on retourne chez soi. »

— grandson a propos de l'album dans une story instagram pour ses fans
Il décrit toujours sur ce même réseau social :  

« C’est le projet le plus personnel que j’ai fait jusqu’à présent, il explore les racines de certains sujets les plus sensibles et traite des pensées suicidaires, des secrets de famille, des relations longue distance, le manque de confiance en soi, et en fin de compte l’acceptation du changement et de se détacher d’une version de nous-même à laquelle on s’est trop attaché. J’en suis extrêmement fier et j’en ressors plus grand […] Par-dessus tout mon travail et ma carrière en tant que grandson a été un lien avec le fait de donner du pouvoir aux autres, et la seule manière pour moi de voir mon album comme un succès est de me tenir à ce principe. »

— grandson a propos de l'album dans des posts Instagram 
Dès la première semaine de sa sortie il s’est placé à la 10e place du « Top Album Debut Global Spotify Charts », au milieu de – (Deluxe) de Ed Sheeran ou de Love Part 2 de Colde. À peine deux semaine après, il prend la route pour débuter le 12 mai sa plus grande tournée pour l’instant à San Diego, Californie. Lors de cette tournée, il joue dans des pays où il n’avait joué avant en 6 ans de carrière comme l’Irlande, l’Estonie ou encore la Finlande. Dans une interview avec MILKY le 10 mai, il dévoile même qu’une future tournée en Australie pourrait se produire d’ici 2024.

## Discographie

### Singles
| Titre                                                                                         | Année | Position dans les classements | Position dans les classements | Position dans les classements | Position dans les classements | Position dans les classements | Récompenses                                    | Album                                            |
| Titre                                                                                         | Année | CAN AC                        | CAN Rock                      | US Alt                        | US Main                       | US Rock                       | Récompenses                                    | Album                                            |
| --------------------------------------------------------------------------------------------- | ----- | ----------------------------- | ----------------------------- | ----------------------------- | ----------------------------- | ----------------------------- | ---------------------------------------------- | ------------------------------------------------ |
| Bills                                                                                         | 2016  | —                             | —                             | —                             | —                             | —                             |                                                | Singles hors album                               |
| Things change                                                                                 | 2016  | —                             | —                             | —                             | —                             | —                             |                                                | Singles hors album                               |
| Bury Me Face Down                                                                             | 2016  | —                             | —                             | —                             | —                             | —                             |                                                | Singles hors album                               |
| Kiss Bang                                                                                     | 2017  | —                             | —                             | —                             | —                             | —                             |                                                | Singles hors album                               |
| Best Friends                                                                                  | 2017  | —                             | —                             | —                             | —                             | —                             |                                                | Singles hors album                               |
| WAR                                                                                           | 2017  | —                             | —                             | —                             | —                             | —                             |                                                | Singles hors album                               |
| Blood//Water (en)                                                                             | 2017  | —                             | 19                            | 20                            | 17                            | 19                            | - MC: 3× Platine - BPI: Argent - RIAA: Platine | A Modern Tragedy Vol. 1                          |
| Overdose                                                                                      | 2018  | —                             | —                             | —                             | —                             | —                             |                                                | A Modern Tragedy Vol. 1                          |
| Thoughts & Prayers                                                                            | 2018  | —                             | —                             | —                             | —                             | —                             |                                                | Singles hors album                               |
| Apologize                                                                                     | 2019  | —                             | 5                             | 34                            | 20                            | —                             |                                                | A Modern Tragedy Vol. 2                          |
| Maria                                                                                         | 2019  | —                             | —                             | —                             | —                             | —                             |                                                | Rock Sound Presents: Worship And Tributes Vol. 2 |
| Despicable                                                                                    | 2019  | —                             | —                             | —                             | —                             | —                             |                                                | A Modern Tragedy Vol. 1                          |
| Rock Bottom                                                                                   | 2019  | —                             | 26                            | —                             | —                             | —                             |                                                | A Modern Tragedy Vol. 3                          |
| Oh No!!! (original ou avec Vic Mensa & Masked Wolf)                                           | 2019  | —                             | —                             | —                             | —                             | —                             |                                                | A Modern Tragedy Vol. 3                          |
| Happy Pill (avec Moby Rich)                                                                   | 2019  | —                             | —                             | —                             | —                             | —                             |                                                | Singles hors album                               |
| Peaches (Text Voter XX to 40649) (avec K.Flay)                                                | 2020  | —                             | —                             | —                             | —                             | —                             |                                                | Text Voter XX to 40649 Collection                |
| Whole Lotta (Text Voter XX to 40649) (avec Dreamers (en))                                     | 2020  | —                             | —                             | —                             | —                             | —                             |                                                | Text Voter XX to 40649 Collection                |
| How Bout Now (Text Voter XX to 40649) (avec phem)                                             | 2020  | —                             | —                             | —                             | —                             | —                             |                                                | Text Voter XX to 40649 Collection                |
| Again (Text Voter XX to 40649) (avec Zero 9:36)                                               | 2020  | —                             | —                             | —                             | —                             | —                             |                                                | Text Voter XX to 40649 Collection                |
| Identity                                                                                      | 2020  | —                             | —                             | —                             | —                             | —                             |                                                | Death of an Optimist                             |
| Riptide                                                                                       | 2020  | —                             | —                             | —                             | —                             | —                             |                                                | Death of an Optimist                             |
| Dirty                                                                                         | 2020  | 50                            | 6                             | 10                            | —                             | —                             |                                                | Death of an Optimist                             |
| One Step Closer                                                                               | 2020  | —                             | —                             | —                             | —                             | —                             |                                                | Spotify Singles                                  |
| We Did It!!!                                                                                  | 2020  | —                             | —                             | —                             | —                             | —                             |                                                | Death of an Optimist                             |
| Zen (avec X Ambassadors and K.Flay)                                                           | 2020  | 9                             | 24                            | —                             | —                             | —                             |                                                | Singles hors album                               |
| Rain (avec Jessie Reyez)                                                                      | 2021  | —                             | 31                            | 26                            | —                             | 49                            |                                                | The Suicide Squad (soundtrack) (en)              |
| Drop Dead (avec Kesha and Travis Barker)                                                      | 2021  | —                             | 46                            | —                             | —                             | —                             |                                                | Singles hors album                               |
| KULT (avec Steve Aoki feat. Jasiah)                                                           | 2022  | —                             | —                             | —                             | —                             | —                             |                                                | Singles hors album                               |
| Eulogy                                                                                        | 2023  | —                             | 14                            | —                             | —                             | —                             |                                                | I Love You, I'm Trying                           |
| Drones                                                                                        | 2023  | —                             | —                             | —                             | —                             | —                             |                                                | I Love You, I'm Trying                           |
| Something To Hide                                                                             | 2023  | —                             | 44                            | —                             | —                             | —                             |                                                | I Love You, I'm Trying                           |
| "—" désigne un single qui n'a pas été enregistré ou qui n'a pas été publié sur ce territoire. |       |                               |                               |                               |                               |                               |                                                |                                                  |

### En tant quefeaturing
| Running from My Shadow (Mike Shinoda featuring grandson)                                      | 2018 | — | —  | — | Post Traumatic (Deluxe Version) |
| All in My Head (Whethan (en) featuring grandson)                                              | 2020 | — | —  | — | Fantasy                         |
| Heat Seeker (DREAMERS featuring grandson)                                                     | 2020 | — | 28 | — | Singles hors album              |
| Lost Cause (KennyHoopla (en) featuring grandson)                                              | 2020 | — | —  | — | Singles hors album              |
| Cash Machine (Remix) (Oliver Tree featuring Dillon Francis and grandson)                      | 2020 | — | —  | — | Singles hors album              |
| Hold the Line (Tom Morello featuring grandson)                                                | 2021 | — | —  | — | The Atlas Underground Fire (en) |
| Until I Come Home (Two Feet featuring grandson)                                               | 2021 | — | —  | — | Singles hors album              |
| GOOD MOOD (DE'WAYNE featuring grandson)                                                       | 2022 | — | —  | — | Singles hors album              |
| "CHOKE" The Warning featuring Grandson & Zero 9:36)                                           | 2022 | — | —  | — | Singles hors album              |
| "—" désigne un single qui n'a pas été enregistré ou qui n'a pas été publié sur ce territoire. |      |   |    |   |                                 |

### Clips musicaux
| Titre                                     | Année | Directeurs                  |
| ----------------------------------------- | ----- | --------------------------- |
| Bills                                     | 2017  | Joe Cappa                   |
| Blood // Water                            | 2018  | Miggy & Morgan              |
| 6:00                                      | 2018  | Gus Black (en)              |
| Apologize                                 | 2019  | Jordan Wozy & Lucas Taggart |
| Stigmata                                  | 2019  | Rosco Guerrero              |
| Rock Bottom                               | 2019  | Seth Michael Stern          |
| Oh No!!!                                  | 2019  | Galileo                     |
| Identity                                  | 2020  | Karl Jungquist              |
| Riptide                                   | 2020  | Karl Jungquist              |
| Dirty                                     | 2020  | Karl Jungquist              |
| Rain (From The Suicide Squad)             | 2021  | —                           |
| Drop Dead (ft. Kesha & Travis Barker)     | 2021  | Andrew Sandler              |
| Until I Come Home (Two Feet ft. grandson) | 2021  | Erik Rojas                  |
| Kult ( Steve Aoki fr.grandson & Jasiah    | 2021  | Ava Rikki                   |
| Eulogy                                    | 2023  | Zach Madden                 |
| Drones                                    | 2023  | Zachary Bailey              |
| Half My Heart                             | 2023  | Zachary Bailey              |

## Association et opinion
grandson a également fondée une association appelée XX RESISTANCE qui a pour but de « donner plus de pouvoir à la jeunesse et de connecter des personnes passionnées pour trouver des moyens pour être impliqué à soutenir des causes progressives qu'iels soutiennent. À travers des évènements, des collaborations avec des œuvres de charité et des organisations autour du monde, et de former des partenaires, XX RESISTANCE donneront du pouvoir pour participer à cette guerre pour le bien social ».

« Je viens d'une famille qui a des valeurs progressives, j'ai des membres de ma famille qui sont dans l'activisme et dans des endroits d'organisation et de construction communautaire donc quand j'ai commencé à trouver mes élans en tant que musicien, nos conversations durant nos dîners de famille étaient centrées sur 'alors qu'est-ce que tu vas en faire de ça ?' Alors la fondation XX Resistance est née... »

— grandson à propos de l'association dans une interview de Substream en fin 2020
Le 19 juillet 2020, l'artiste a organisé une tombola pour tenter de gagner des combinaisons, masques uniques, et évidemment en édition limitée, basées sur la chanson Identity. Elles ont été réalisées avec Bones and Bones. Certaines personnes ont également pu gagner l'opportunité de rencontrer et de parler avec Grandson en vidéo.
À la fin du mois, XX RESISTANCE a réussi à récolter près de 10 000 $ - soit environ 8 370 € - pour aider des associations en Amérique comme Doctors Without Borders ou The Know Your Rights Camp, pour faciliter la prise en charge des patients atteints du COVID 19 plus facilement.
Après avoir sorti son deuxième album I Love You, I’m Trying le 5 mai 2023, Grandson en a profité pour faire un don au nom de XXRESISTANCE à TWLOHA. Cette dernière est une association caritative visant à aider les personnes souffrant de dépression, d’addiction, de mutilation et de pensées et/ou tentatives suicidaires.